# روبرت إي. بيير
روبرت إي. بيير (بالإنجليزية: Robert E. Pierre)‏ هو صحفي أمريكي، ولد في 1968.